# Výmar
Výmar (německy Weimar) je město v německém Durynsku na řece Ilm. Leží 25 km od města Erfurt a má přibližně 66 tisíc obyvatel.

## Historie
Na přelomu 18. a 19. století se stal Výmar centrem německého společenského a duchovního života (viz Výmarská klasika). Bylo to díky současnému působení Goetha a Schillera na vévodském dvoře. Památky spojené s tímto obdobím (např. Goethův dům, Schillerův dům, knihovna vévodkyně Anny Amálie, hřbitov, několik zámků, paláců a parků) jsou od roku 1998 chráněné jako světové kulturní dědictví UNESCO pod názvem „Klasický Výmar“.
Ve Výmaru byla vyhlášena Výmarská republika. Před a za druhé světové války bylo město baštou NSDAP, v blízkosti města byl vybudován koncentrační tábor Buchenwald.
Mezi roky 1919 a 1925 zde fungovala umělecká škola Bauhaus, která byla v roce 1925 přesídlena do Desavy. Několik budov spojených s Bauhausem je od roku 1996 součástí světového kulturního dědictví UNESCO společně s dalšími stavbami Bauhausu v Desavě a Bernau bei Berlin.

## Osobnosti města
- Johann Sebastian Bach (1685–1750), kapelník, hudební skladatel a virtuóz hry na klávesové nástroje
- Ludwig Bechstein (1801–1860), spisovatel, básník, lékárník a sběratel lidových pohádek a popěvků z Durynska.
- Carl Philipp Emanuel Bach (1714–1788), druhý nejstarší syn Johanna Sebastiana Bacha, cembalista, skladatel a pedagog
- Christoph Martin Wieland (1733–1813), spisovatel, překladatel a vydavatel
- Ernst Wilhelm Wolf (1735–1792), koncertní mistr, skladatel a hudební teoretik
- Johann Gottfried Herder (1744–1803), spisovatel, filozof a protestantský kazatel
- Johann Wolfgang von Goethe (1749–1832), básník, prozaik, dramatik, historik umění a umělecký kritik, právník a politik, biolog a stavitel
- Friedrich Schiller (1759–1805), spisovatel, básník, dramatik a překladatel
- Jean Paul (1763–1825), spisovatel
- Caspar David Friedrich (1774–1840), malíř a kreslíř
- Arthur Schopenhauer (1788–1860), filozof
- Adam Mickiewicz (1798–1855), polský spisovatel
- Franz Liszt (1811–1886), uherský klavírní virtuóz a skladatel
- Richard Wagner (1813–1883), hudební skladatel a dirigent
- Carl Zeiss (1816–1888), průmyslník a optik
- Friedrich Hebbel (1818–1863), básník a dramatik
- Arnold Böcklin (1827–1901), švýcarský malíř, kreslíř, grafik a sochař
- Friedrich Nietzsche (1844–1900), filozof a klasický filolog
- Rudolf Steiner (1861–1925), rakouský filozof, literární kritik, pedagog, umělec, dramatik, sociální myslitel a esoterik
- Henry van de Velde (1863–1957), belgický malíř, návrhář a architekt
- Richard Strauss (1864–1949), hudební skladatel a dirigent
- Vasilij Kandinskij (1866–1944), ruský malíř, grafik a teoretik umění
- Johann Nepomuk Hummel (1778–1837), rakouský hudební skladatel, klavírista, kapelník a pedagog
- Paul Klee (1879–1940), švýcarský moderní malíř, grafik a ilustrátor
- Walter Gropius (1883–1969), architekt
- Johannes Itten (1888–1967), švýcarský expresionistický malíř, designér, učitel, spisovatel a teoretik
- László Moholy-Nagy (1895–1946), maďarský malíř a fotograf
- Louis Fürnberg (1909–1957), německy píšící spisovatel, básník, literární teoretik, překladatel a československý diplomat
- Harry Thürk (1927–2005), novinář a spisovatel
- Herbert Kroemer (* 1928), fyzik, nositel Nobelovy ceny
- Manfred Matuschewski (* 1939), běžec, dvojnásobný mistr Evropy
- Jana Bezpalcová (* 1979) – akordeonistka, komponistka a autorka Školy hry na knoflíkový akordeon

## Partnerská města
- Blois, Francie, 1995
- Fulda, Německo
- Hämeenlinna, Finsko, 1970
- Siena, Itálie, 1994
- Trevír, Německo, 1987